# AKガゼット
AKガゼット（AK gazette: エーケー・ガゼット）は、かつて秋葉原電気街振興会が無料配布していた季刊タウン情報誌である。

## 概要
郊外型家電量販店の台頭により、電気街としての秋葉原の魅力の低下が囁かれるといった状況に対し、秋葉原電気街を活性化するキャンペーンの一環として、1989年冬から1994年冬まで年3回発行された。創刊号の発行数は60万部。
キャッチコピーは「AKガゼットとは、秋葉原電気街と最新製品の情報誌です」。秋葉原電気街のタウン情報や最新製品の情報、著名人へのインタビュー、秋葉原の歴史の連載記事、特集記事などで構成されていた。タウンマップやお店の紹介記事も掲載されており、1990年代初頭の秋葉原電気街を知ることのできる文献の一つである。
編集発行人は、ヤマギワ代表取締役相談役の小長谷兵五。表紙の「AK gazette」のタイトルロゴのデザインは、マンハッタン生まれのイラストレーター、ローリー・ローゼンウォルド（Laurie Rosenwald）。エディトリアルデザインは、新谷雅弘、株式会社参画社（東京都目黒区、佐藤光生社長）などが携わった。